# Варлаам (Коноплёв)
Архимандрит Варлаам (в миру Василий Ефимович Коноплёв; 18 (30) апреля 1858, Юго-Кнауфский завод, Осинский уезд, Пермская губерния — 25 августа 1918, Осинский уезд, Пермская губерния) — архимандрит Православной российской церкви, настоятель Белогорского Свято-Николаевского монастыря, деятель единоверия, миссионер.
Причислен к лику святых Русской православной церкви в августе 2000 году.

## Биография
Родился 18 (30) апреля 1858 года в Юго-Кнауфском заводе Осинского уезда Пермской губернии (ныне село Калинино Кунгурского района Пермского края) в семье горнозаводских крестьян, принадлежавших к старообрядцам беспоповского толка. Вопрос о принадлежности Василия Евфимовича  к конкретному старообрядческому согласию остается открытым. Сам он в прошении на имя епископа Петра о принятии его в православие писал, что был крещен «в три погружения во имя Отца и Сына и Святого Духа от простеца беглопоповской секты, наставника Антона Герасимова Зверева". Современным исследователям  даёт основания предполагать, что Конплёв был выходцем из старообрядцев часовенного согласия, которое было широко распространено в Пермской губернии и в том числе в Осинском уезде. С детства стремился к Богу и искал Истину. Писал о себе: «На десятом году я выучился грамоте; молился с беспоповцами, со стариками и простолюдинами; когда стал приходить в возраст, полюбил читать Божественное Писание»
Сначала Василий стал начётчиком у старообрядцев-беспоповцев. Епархиальный миссионер священник Стефан Луканин, узнав о знаменитом раскольнике Коноплёве, поставил перед собой цель — обратить его в истинное православие. Он вёл с Коноплёвым многочисленные беседы, поражая начётчика прекрасным знанием Священного Писания, глубокой убеждённостью в своей правоте. Впоследствии отец Варлаам в автобиографии написал об этих беседах с благодарностью.
В 1891 году с товарищем ездил в Вольск, Саратов и Москву, где они искали истинную Церковь и приобрели убеждение, что в старообрядческой Белокриницкой (австрийской) иерархии и есть истинная Церковь.
Через несколько месяцев Василия вновь обуяли сомнения и он снова решил поехать в Москву и походить по библиотекам, где убеждался в истинности Русской православной церкви и в необходимости присоединения к Ней для спасения:

Отправились мы с Писсовым в Москву, пришли к своему архиепископу Савватию, тут ночевали, а наутро отправились в Никольский единоверческий монастырь. Настоятель монастыря отец Павел принял нас с великой любовью. Мы пробыли в обители неделю. Секретарь о. Павла Михаил Евфимович Шустов показал нам все древности. И здесь привёл мне Господь видеть своими глазами слова, о которых мы, старообрядцы, спорим и называем их нововведением и ересью: имя Иисус, символ веры без прилога «Истиннаго», аллилуйя трижды, в четвёртый «слава Тебе Боже» и прочее.

Затем мы посетили разные библиотеки: единоверческую, Румянцевскую, Синодальной типографии, Троице-Сергиевой обители. В Сергиевой обители видели книгу, писанную рукой преподобного Кирилла Белозерского, и символ веры в ней без прилога «Истиннаго». Оказалось, что Озерский показал всё достоверно, что есть в книгах. Мы с моим спутником очень этому удивились и стали между собой рассуждать, что мы, старообрядцы, в чём Православную Церковь обвиняем, то всё это есть в древнейших книгах, и, стало быть, мы все ошибаемся. Пробыли мы в Москве три недели, по вечерам часто приходили к о. Павлу, и он, забыв свою старость, подолгу с нами беседовал, и мы от него получили много пользы. Мы тогда ходили и толковали и со своей братией, с Перетрухиным и Михаилом Ивановичем Бриллиантовым и от них получили много вреда относительно соединения с Церковью. В Москве я накупил разных старинных книг для более углублённого рассмотрения. На обратном пути заехали в Казань и здесь побывали в Соловецкой библиотеке…
Вернувшись домой, он ещё несколько лет провёл в сомнениях, молясь, «дабы Царь Небесный, если в чём ошибаюсь, открыл мне путь правый».
После многократных бесед с миссионером отцом Стефаном Луканиным всё же 17 (29) октября 1893 года в Пермском кафедральном соборе епископ Пермский и Соликамский Петр (Лосев) через таинство миропомазания присоединил Василия к Православной российской церкви.
6 ноября владыка Петр облёк его в рясофор, и он поселился на Белой Горе. Постепенно стали собираться к нему все желающие монашеского жития.
1 (13) февраля 1894 года принял монашеский постриг с именем Варлаам. На следующий день епископ Петр рукоположил его во иеродиакона, а 22 февраля — во иеромонаха. С этого времени отец Варлаам был назначен управляющим строящимся миссионерским монастырём на Белой Горе.
20 января (1 февраля) 1897 года Святейший синод издал определение об учреждении Белогорского Свято-Николаевского монастыря и назначил первого настоятеля иеромонаха Варлаама (Коноплёва) — эта дата является датой юридического основания Белогорского монастыря, фактически к тому времени уже существовавшего.
Совершил паломничество на Афон и Святую Землю, игумен (1902), благочинный женских (1905) и мужских (1910) монастырей Пермской епархии, архимандрит (1910), член Пермского церковно-археологического общества, почётный член Пермского отделения «Союза русского народа» (1914), участник Всероссийского монашеского съезда (1917).
8 (21) декабря 1910 года во время аудиенции передал императору Николаю II книгу об истории Белогорского монастыря и фотоснимки обители.
Награжден орденом святой Анны III (1914) и II (1916) степени.
Член Поместного собора Православной Российской Церкви 1917—1918 годов по избранию от монашествующих как заместитель архиепископа Антония (Храповицкого), член II, III, VII, X, XI отделов, участвовал в 1-й сессии, сложил полномочия 20 декабря 1917 года.
25 августа 1918 года большевики арестовали и вывезли в неизвестном направлении самых активных насельников монастыря; наиболее вероятно — замучили, а тела бросили в реку Каму.

## Дни памяти
Деяниями Юбилейного архиерейского собора Русской православной церкви, проходившего 13-16 августа 2000 года в г. Москве, архимандрит Варлаам (Коноплёв) прославлен как преподобномученик.
По Православному календарю память святому совершается 3 раз в год:
- 12 августа (25 августа) — Преставление преподобномученика Варлаама (Коноплёва) Белогорского, архимандрита (1918).
- В неделю после 25 января (7 февраля) — Память преподобномученика Варлаама (Коноплёва) Белогорского, архимандрита, в Соборе новомучеников и исповедников Российских.
- На Соборе святых Пермской митрополии — в первое воскресенье после 29 января (11 февраля) — дня памяти Пермских святителей Герасима, Питирима и Ионы[5]. Ежегодное празднование внесено в месяцеслов по благословению Святейшего Патриарха Кирилла 10 мая 2015 года.

## Сочинения
- Автобиография // Пермские ЕВ. 1894, № 12, с. 225-240.
- Летопись Белогорского Свято-Николаевского православно-миссионерского мужеского общежительного монастыря, находящегося в Осинском уезде Пермской епархии. Пермь, 1897.
- Правила наружного поведения для братства Белогорского Свято-Николаевского… монастыря. М., 1905 (Святоотечество. Благовестник Братства прмч. Варлаама Белогорского. Пермь, 1998. С. 33–65).
- Поклонение святой Троице и целование ран Господа нашего Иисуса Христа на всяк день и поклонение пресвятой Богородице (Из сочинений святителя Димитрия Ростовского). Пермь, 1910.